# Сошников, Валентин Дмитриевич
Валенти́н Дми́триевич Со́шников (4 ноября 1944, Ленинград — 24 февраля 2024, Санкт-Петербург) — российский телевизионный и театральный режиссёр, тележурналист, профессор, заслуженный работник культуры Российской Федерации.

## Биография
Валентин Сошников родился 4 ноября 1944 года в Ленинграде. В 1962 году поступил в Ленинградский Государственный институт культуры им. Н. К. Крупской (факультет режиссуры), а в 1963 году в Ленинградский государственный институт театра, музыки и кинематографии на режиссёрский факультет, курс профессора, народного артиста СССР Г. А. Товстоногова.
Скончался 24 февраля 2024 года в Санкт-Петербурге на 80-м году жизни.

## Творчество
Принимал режиссёрское и актерское участие в дипломных спектаклях: «Зримая песня», «Вестсайдская история», ставшими театральными легендами.
По окончании института работал режиссёром-постановщиком в театрах Ленинграда и Карелии, а в 1969 году поступил на работу в Комитет по телевидению и радиовещанию Ленгорисполкомов (в дальнейшем ГТРК «Петербург — 5 канал», ОАО «Петербург — 5 канал»), где проработал около 40 лет в разных должностях.

### Театральные постановки
За весь период творческой деятельности в качестве режиссёра-постановщика осуществил постановки следующих спектаклей:
- А. Кочков «Слон»,
- П. Павловский «Элегия»,
- И. Ганев «Лодка в лесу»,
- К. Гольдони «Хозяйка гостиницы»,
- Е. Шварц «Дракон»,
- У. Шекспир «Гамлет»,
- У. Шекспир «Ромео и Джульетта»,
- Б. Брехт «Страх и отчаянье в Третьей империи»,
- Б. Брехт «Добрый человек из Сычуани»,
- А. Островский «Бесприданица»,
- «Песни звезд» — пародии на шоу-бизнес.

### Телепрограммы и телефильмы
Творческую деятельность на телевидении начал режиссёром молодежной редакции «Горизонт» Ленинградского телевидения, затем стал главным режиссёром редакции «От 14 до 18» для подростков. На Ленинградском телевидении работал главным режиссёром Главной редакции пропаганды, главным режиссёром Главной редакции информационно-публицистического вещания, художественным руководителем и главным редактором художественного вещания телевидения.
В 1980 году вёл трансляции в качестве режиссёра футбольных матчей Олимпийских игр в Москве. Более двух десятков грамот и дипломов получил за работу над фильмами и программами разных жанров телевидения за весь период творческой деятельности на ТВ. Неоднократно являлся членом жюри всесоюзных, всероссийских, региональных телевизионных фестивалей — конкурсов.
С 1992 по 2000 год — заместитель директора телевидения по вещанию, директор Пятого телеканала, Главный директор Главной дирекции программ телерадиокомпании «Петербург — 5 канал».
С 2003 по 2006 год — программный директор Санкт-Петербургского телеканала СТО.
Режиссёр-постановщик известных телефильмов: «Память», «Последняя песня Лазаря», «Допрос» (многосерийный фильм), «Слово о деле». Режиссёр более 1000 телепрограмм разных жанров — публицистических, информационных, музыкальных, драматических, спортивных.

## Педагогическая деятельность
С 1979 года начал преподавательскую деятельность сначала в качестве преподавателя, а в дальнейшем руководителя — мастера курса на кафедре режиссуры телевидения Санкт-Петербургского Государственного Института театра, музыки и кинематографии (ныне Санкт-Петербургская Государственная Академия Театрального Искусства).
Стаж преподавательской деятельности — более 30 лет.
В 1983 году кафедрой режиссуры ТВ утверждён мастером, руководителем курса. С этого времени произвёл шесть выпусков режиссёров телевидения, а в 2005 году выпустил очный актёрский курс ведущих телепрограмм.
В 1992 году присвоено учёное звание доцента по кафедре режиссуры телевидения.
В 2000 году назначен первым проректором Санкт-Петербургской Государственной академии театрального искусства и директором школы телевизионного мастерства ОАО «Телерадиокомпания „Петербург — 5 канал“»).
За годы работы руководителем (мастером) курсов Санкт-Петербургской Государственной Академии Театрального Искусства выпущено более 300 учеников — режиссёров и актеров, работающих в различных регионах России, странах ближнего и дальнего зарубежья, среди них обладатели почетных званий, лауреаты многочисленных телевизионных и театральных международных и российских конкурсов и фестивалей.
В 2001 — учёное звание профессора.
В 2006 году назначен заведующим кафедры режиссуры мультимедиа — программ Санкт-Петербургского Гуманитарного Университета Профсоюзов. Член Совета учебно-методического объединения по направлению «Киноискусство» (базовое высшее учебное заведение — ВГИК) при Министерстве культуры РФ с 2008 года.
За время работы заведующим кафедрой режиссуры мультимедиа осуществил пять выпусков студентов.
В период с 2006 года по 2011 год организует и проводит Всероссийские научно-практические конференции «Проблемы подготовки режиссёров мультимедиа».
Является членом Учёного совета Санкт-Петербургского гуманитарного университета профсоюзов.
Создал учебные программы «Режиссура мультимедиа», «Основы режиссуры», «Теория и практика монтажа».
Публиковался в различных периодических печатных изданиях по проблемам телевидения и искусства. Автор книг, методических пособий и учебных программ по режиссуре и актерскому мастерству.
Среди них:
- «Специфика видеофильма»,
- «Монтаж — один из выразительных средств в режиссуре кино и ТВ»,
- «Основы телевизионной журналистики»,
- «Основы мастерства телеведущего».
- «Искусство мультимедиа».

Подготовил монографии «Искусство мультимедиа. Мультимедиа и техника» (2011 г.), «Искусство мультимедиа. Мультимедиа и творчество» (2012 г.).

## Награды
Являлся режиссёром высшей категории телевидения и театра.
Член Союза журналистов Санкт-Петербурга  с 1981 года. Член международной ассоциации журналистов с 1998 года.
В сентябре 2011 года избран Ученым Советом СПбГУП почетным профессором с вручением мантии и нагрудного знака.
Имеет правительственные награды: орден «Знак Почета», медаль «Ветеран труда», медаль «В честь 300-летия Санкт-Петербурга».
Указом Президента РФ за заслуги в области культуры и многолетнюю плодотворную работу присвоено звание «Заслуженный работник культуры РФ».